# Erich Gürtzig
Erich Gürtzig (* 26. September 1912 in Hamburg; † 26. Juni 1993 in Berlin) war ein deutscher Grafiker, Illustrator, Zeichner, Comiczeichner, Karikaturist und Kinderbuchautor.

## Leben
Gürtzig kam bereits als Kind nach Berlin, wo er nach dem Abitur von 1933 bis 1936 zunächst Grafik an den Vereinigten Staatsschulen für freie und angewandte Kunst studierte. Nach dem finanziell bedingten Abbruch seines Studiums verdiente er seinen Lebensunterhalt er zunächst als Pressezeichner. Im Zweiten Weltkrieg, aus gesundheitlichen Gründen nicht an die Front geschickt, wurde Gürtzig als Technischer Zeichner dienstverpflichtet.
Nach dem Krieg war er zunächst für die Frauenzeitschrift Die Frau von heute, welche bis zum November 1947 als Organ der kommunalen Frauenausschüsse in der sowjetischen Besatzungszone galt, als Grafiker tätig. Ab 1949 arbeitete er in Berlin als freischaffender Künstler. Dabei war er vor allem als Buchillustrator und Autor tätig. Der 1949 gegründete Berliner Kinderbuchverlag hatte ihn bereits in seinem Gründungsjahr entdeckt und so galt Gürtzig hier als „einer der Illustratoren der ersten Stunde“. Illustrationen schuf er allerdings auch für die Presse, wie der Jugendzeitschrift Die Schulpost sowie die Kinderzeitschriften ABC-Zeitung, Bummi und Trommel.
Ab den frühen 1980er Jahren gab es jährliche Sommeraufenthalte im Ostseebad Ahrenshoop auf Fischland-Darß-Zingst der Gürtzigs, wo unter anderem freie Zeichnungen und Druckgrafiken („Ahrenshooper Skizzen“) entstanden. Auch das Buch „Darßwandern. Aus dem Tagebuch einer Ahrenshooper Wanderleiterin.“ von Ursula Brandt wurde von Erich Gürtzig und seiner Frau illustriert.
Der Katalog der Deutschen Nationalbibliothek führt fast 300 Publikationen auf, an denen Gürtzig als Illustrator und Autor beteiligt war, darunter mehr als 100 Bücher. Zahlreiche Nachauflagen und ausländische Lizenz-Ausgaben seiner Werke gibt es bis in die Gegenwart. Laut dem Handbuch zur Kinder- und Jugendliteratur: SBZ/DDR. Von 1945 bis 1990. war er einer der prägendsten Illustratoren der 1960er Jahre im Bereich der Kinder- und Jugendliteratur der DDR.
Für sein künstlerisches Schaffen wurde Gürtzig vielfach ausgezeichnet, erhielt unter anderem Erste und Zweite Preise des Ministeriums für Kultur der DDR. 1975 erhielt er den im jenen Jahr vom Kinderbuchverlag erstmals verliehenen Hans-Baltzer-Preis, einen Förderpreis für Illustratoren.
Ein umfangreiches Depositum künstlerischer Arbeiten Gürtzigs befindet sich in der Kinder- und Jugendbuchabteilung der Staatsbibliothek zu Berlin.
Gürtzig war mit der Illustratorin Inge Gürtzig verheiratet, die selbst ebenfalls zahlreiche Bücher gestaltete und mit welcher er bei einigen Publikationen zusammen arbeitete oder für Veranstaltungen Kindergärten, Schulen und Bibliotheken besuchte.

## Werk (Auswahl)
- 1947 Ingeborg Kauerhof: „Johannisnacht und andere Erzählungen“
- 1950 Adelbert von Chamisso: „Peter Schlehmils wundersame Geschichten“
- 1952 Jan Griwa: „Die Fischer von Palamoza“
- 1952 Pavel Kohout: „Dreizehn rote Rosen“
- 1957 Samuil Marschak: „Das Katzenhaus“, Kinderbuchverlag Berlin
- 1960 Fred Rodrian: „Felix und das Täubchen Turr“
- 1961 Gerhard Holtz-Baumert: „4 Pferde gehen fort“
- 1961 Rudi Strahl: „Rolli im Zoo“
- 1962 „Hähnchen Schreihals“, ukrainisches Märchen, Kinderbuchverlag Berlin
- 1963 Wera Küchenmeister, Claus Küchenmeister: „Daniel und der Maler“
- 1966 „Die Sagen der Gebrüder Grimm“
- 1969 Margit Raedel „Wuschelfranz und Ponyhans“
- 1969 Erna Taege-Röhnisch: „Thomas und der Gartenschlauch“
- 1970 Friedrich Wolf: „Das Osterhasenfell“
- 1971 „König Kater“, ungarisches Märchen
- 1972 „Plumps ist da“, kalmückisches Märchen
- 1975 Werner Lehmann: „Borstel der Wettermacher: Geschichten von Herrn Fuchs und Frau Elster, Borstel, Hoppel, Mauz und der ganzen Waldgesellschaft“
- 1988 Ingeborg Feustel: „Ein Sack voller Märchen aus dem Rappelpappelwald“
- 1989 Charles Perrault: „Märchen“
- 1989 Alfred Wellm: „Kaule“
- 1990 E.G.: „Die Ritter von Burg Klapperstein“
- 1997: Ursula Brandt: „Darßwandern. Aus dem Tagebuch einer Ahrenshooper Wanderleiterin.“

## Ausstellungen (mutmaßlich unvollständig)

### Einzelausstellungen
- 1956: Berlin, Kunstkabinett in NO 55 (mit Ingeborg Meyer-Rey)

### Ausstellungsbeteiligungen
- 1958/1959: Dresden, Vierten Deutsche Kunstausstellung
- 1979: Berlin, Ausstellungszentrum am Fernsehturm („Die Buchillustrationen in der DDR. 1949 – 1979“)